# Episodi di Captain Gallant of the Foreign Legion (seconda stagione)
La seconda stagione della serie televisiva Captain Gallant of the Foreign Legion è stata trasmessa in anteprima negli Stati Uniti d'America dalla NBC tra il 16 settembre 1956 e il 24 marzo 1957.
| nº | Titolo originale          | Titolo italiano | Prima TV USA      | Prima TV Italia |
| -- | ------------------------- | --------------- | ----------------- | --------------- |
| 1  | Gallant's New Post        |                 | 16 settembre 1956 |                 |
| 2  | Cuffy's Guides            |                 | 23 settembre 1956 |                 |
| 3  | The Long Night            |                 | 30 settembre 1956 |                 |
| 4  | Cuffy's Present           |                 | 7 ottobre 1956    |                 |
| 5  | The Flaming Hoop          |                 | 14 ottobre 1956   |                 |
| 6  | Rodeo                     |                 | 21 ottobre 1956   |                 |
| 7  | Fuzzy's Furlough          |                 | 28 ottobre 1956   |                 |
| 8  | The Magic Lamp            |                 | 4 novembre 1956   |                 |
| 9  | A Private Affair          |                 | 11 novembre 1956  |                 |
| 10 | The Informer's Map        |                 | 18 novembre 1956  |                 |
| 11 | Cuffy's Good Deed         |                 | 25 novembre 1956  |                 |
| 12 | Guns for Sale             |                 | 2 dicembre 1956   |                 |
| 13 | Shifting Sands            |                 | 9 dicembre 1956   |                 |
| 14 | The Gift                  |                 | 16 dicembre 1956  |                 |
| 15 | Mystery Man of the Desert |                 | 6 gennaio 1957    |                 |
| 16 | Out of Bounds             |                 | 13 gennaio 1957   |                 |
| 17 | Water                     |                 | 20 gennaio 1957   |                 |
| 18 | Ring of Steel             |                 | 12 ottobre 1957   |                 |
| 19 | The Third Person          |                 | 3 febbraio 1957   |                 |
| 20 | One Accident Too Many     |                 | 10 febbraio 1957  |                 |
| 21 | Dr. Legionnaire           |                 | 17 febbraio 1957  |                 |
| 22 | Rescue                    |                 | 24 febbraio 1957  |                 |
| 23 | Lone Legionaire           |                 | 3 marzo 1957      |                 |
| 24 | Court Martial             |                 | 10 marzo 1957     |                 |
| 25 | The Man from Cairo        |                 | 17 marzo 1957     |                 |
| 26 | Too Many Suspects         |                 | 24 marzo 1957     |                 |